# 阴阳师 (游戏)
《阴阳师》是由中國大陸游戏廠商网易游戏旗下的阴阳师事业部（原Zen工作室，2025年四月初改名）根据日本阴阳师文化所开发的一款采用回合制战斗方式的RPG（角色扮演类网络游戏）手游，支持iOS、Android等手机平台和Windows电脑平台。
该游戏由网易游戏负责中国大陆地区、港澳台和日本发行，而由Kakao游戏负责韩国地区发行。2018年1月12日推出联动游戏《决战！平安京》，同年4月官方開始播放以遊戲登場角色故事為主的短篇動畫。

## 故事
在日本平安时代，原本应在阴界的妖怪們现身人间，并制造各种骚乱为祸人间。而在世上有一类被称为“阴阳师”的异能者，他们能驱符念咒，役使妖，收之为“式神”供己差遣。阴阳师们利用自身能力，维持着阴阳两界的平衡。
传闻中的妖狐之子——名动平安京的大阴阳师晴明，即故事的主角，为了让自己保持理智与清醒，更好的守护平安京，不惜使用阴阳分离之术剥离出自己的邪恶半身“黑晴明”，然而代价是失去记忆。从此晴明踏上了寻找记忆的旅程。
在这一过程中，晴明遇到了并肩战斗的伙伴，找回了自己曾经的式神，在解决各种事件的过程中结识了性格各异的妖怪，并与同伴携手维护平安京原有的秩序和面对袭来的战役。随着越来越多的阴谋被揭穿，各方势力亦逐渐登场，并为了各自的利益开始了复杂的争斗和合作。而暗中孕育的诡计让局势更加扑朔迷离，一场场新的异变正围绕着平安京展开······

## 游戏系统

### 戰鬥系統
遊戲的戰鬥系統採取類回合制。式神以及敵方角色按彼此速度的快慢依次行動，式神行動時可以選擇普通攻擊或消耗“鬼火”進行技能釋放。鬼火上限為8個，起始時默認2個，在己方式神的“開始回合階段”累積6次後恢復，且恢復的鬼火數目依次遞增（第一次3，第二次4，然後全部5）。
战斗可选择手动和自动两种模式：手动模式下，玩家需控制阴阳师和式神的行动；自动模式下，阴阳师和式神的行动交由游戏AI进行。
每次戰鬥時，陰陽師可攜帶一定數量的式神出戰（劇情副本三式神，其他副本五式神）多人組隊時一般為五式神隊伍，按以下方式出戰：
＃兩人組隊時，隊長攜帶一陰陽師兩式神出陣，另一隊員攜帶三式神出陣;
＃三人組隊時，隊長攜帶一陰陽師一式神出陣，另外兩隊員各攜帶兩式神出陣。
进行剧情副本时可携带两式神观战。战斗一般以己方或敌方全灭为终结，胜利之后可获得相应经验和奖励，观战式神也可获得比出战式神较少的经验。

### 成就系統
《阴阳师》中任务分为每日任务和剧情任务，每日任务是玩家角色每天都可以完成的任务，完成后系统会自动赠送与任务相对应的奖励，剧情任务是游戏中的主线任务，其剧情是做成一幕幕舞台剧的形式来展示，让玩家获得类主机单机游戏的专注剧情体验，而剧情任务有角色等级限制，玩家角色需要达到剧情任务限制等级条件时才可以解锁进入对应的剧情任务，完成剧情任务可以解锁“探索”中的章节地图关卡。后推出成就点数和平安百物语系统，成就点数根据游戏内人物角色式神的升级，皮肤数量，联动游戏决战！平安京的任务，而提高，提高到一定程度后会得到奖励，平安百物语是根据式神获得而开放给玩家，以故事的形式更加完善游戏的世界观。

#### 非酋成就
＃非酋初级
达成条件：连抽100张符咒（不包括破碎的符咒）不出SSR
奖励内容：1000勾玉+1个奉為达摩
＃非酋中级
达成条件：连抽200张符咒（不包括破碎的符咒）不出SSR
奖励内容：2000勾玉+1御行达摩
＃非酋高级
达成条件：连抽300张符咒（不包括破碎的符咒）不出SSR
奖励内容：3000勾玉+3个御行达摩
＃非洲阴阳师（月见黑）
达成条件：连抽400张符咒（不包括破碎的符咒）不出SSR
奖励内容：4000勾玉+5个御行达摩+月见黑头像框
＃非洲大阴阳师
达成条件：连抽500张符咒（不包括破碎的符咒）不出SSR
奖励内容：5000勾玉+8个御行达摩
注：当玩家抽出SSR则视为中断，重新计数。

#### 欧皇成就
＃达成条件：集齐全部式神。
奖励内容：欧皇头像框。

#### “日月同辉”头像框
当玩家同时拥有非洲大阴阳师和欧皇成就时，系统会奖励玩家“日月同辉”头像框，并给予玩家5个御行达摩。

### 式神召喚
游戏中的式神可以通过以下几种方式获得：
＃「勾玉」和「神秘的符咒」召喚，可以召喚R/SR/SSR/SP的式神。
＃「現世符咒」召喚，可以召喚R/SR/SSR/SP的式神。
＃「破碎的符咒」召喚，可以召喚N/R的式神。
＃ 「式神碎片」合成。
「勾玉」和「神秘的符咒」均可在遊戲內的商城購買，或完成任務的獎勵獲得；「現世符咒」可以通過遊戲活動獎勵獲得；「破碎的符咒」可通過完成日常任務的獎勵獲得；「式神碎片」可以通過「百鬼夜行」、懸賞封印及「陰陽寮」祈願獲得。
另外，每周分享召喚成果或圖鑒繪卷可獲得一張「神秘的符咒」；每月於「神秘的符咒」或「勾玉」召喚上畫出「神秘的符咒圖案」，可獲一張「神秘的符咒」。
召喚概率如下：
＃「勾玉」、「神秘的符咒」和「現世符咒」召喚  概率分別為 R 78.75%，SR 20%，SSR 1％，SP 0.25%。
＃ 「破碎的符咒」召喚概率分別為 N87%，R13%。

### 觉醒
游戏中的式神大部分 (稀有度除N，以及SP) 可进行一次觉醒。式神觉醒的必要素材可在通关“觉醒副本”后获得。收集一定数量的指定素材后式神便可觉醒。
式神觉醒后基本能力数值会增强，部分技能升级，或达成传记开启的条件。同时觉醒后的式神会开启外觀功能（造型变更），可以选择保留觉醒形态的外觀、恢复未觉醒前的外觀、或去商城购买外觀穿着。
目前新出的sp系列式神，不需觉醒，且具备与其他式神觉醒后相等的面板属性

### 訓練
訓練分為升級、升星和轉換三種。
＃升級需使用其他式神作素材，並花費金幣。
＃升星需使用2-5個同星式神作素材（例如要升1位三星式神到四星，需使用3個三星式神作素材），同樣需花費金幣。升星可令該式神的等級上限提升5級，最高40級。
＃使用與被育成式神相同的式神（或御行達摩）作素材時，被育成式神的技能等級會提升。
＃轉換能把兩位式神的等級和星級對調，但技能等級不變。需使用轉換符。

### 御魂
遊戲中的御魂能夠強化式神的各項能力值，所有式神皆可以裝備至多6個御魂，御魂隨著種類的不同會有著不同的加成；御魂能夠透過「御魂副本」、「神秘商店」、「探索副本」和「陰界之門」等地方取得。
御魂系統分為6個方位(分別為壹、貳、叁、肆、伍及陸)。每一個方位只能裝備1個同位置的御魂，不同方位的御魂有著不同的主屬性；第壹方位的御魂主屬性只能為攻擊，第叁方位的御魂主屬性只能為防禦，第伍方位的御魂主屬性只能為生命，而第貳方位的御魂主屬性為攻擊加成，防禦加成，生命加成，速度四種屬性的其中一個，第肆方位的御魂主屬性為攻擊加成，防禦加成，生命加成，效果命中，效果抵抗五種屬性的其中一個，第陸方位的御魂主屬性為攻擊加成，防禦加成，生命加成，暴擊，暴擊傷害五種屬性的其中一個。每一個御魂和式神的星等相同，亦分為一到六星，星等越高，提供的屬性加成越多也越稀有；御魂可進一步強化來讓能力值提升，每一方位和每一星等的御魂最多只能強化至+15。每強化3的倍數，就有機率除了強化主屬性外，還隨機開啟第二排後的「副屬性」，副屬性不論方位皆為隨機出現，至多出現5排能力，同一種的能力有可能重複出現，而越高等的御魂需要消耗更多其他的御魂及金幣來強化
每一種的御魂皆有所謂的「套裝效果」，每裝備兩個相同種類的御魂(方位不限)即可獲得指定屬性的加成或能力；而裝備四個相同種類的御魂(方位不限)，除了能獲得指定的屬性，還能開啟專屬的御魂套裝效果，每個裝備中的御魂星等高低及強化不影響其套裝能力。

## 登场角色

### 主角
安倍 晴明（声优：杉山纪彰（青年）、行成桃姬（少年））
角色标签：天才阴阳师、风雅清秀、京都守护者
性格：清冷温柔、与人为善、足智多谋、心怀悲悯
「不论何时，世间若能安稳便好。」
- 御灵：神龍

平安时代實力强大的阴阳师。因使用陰陽分離術而失去记忆。是鬼童丸（聲：KENN）的昔日同窗和師弟。陰陽師賀茂忠行的學生。
在失去记忆后，遇到神乐、源博雅和八百比丘尼等伙伴，和守护式神“小白”一起，一边解决在京都发生的怪异事件，一边追查失忆的原因和自己的过去。
母親是和九尾妖狐玉藻前（聲：朴璐美）交情匪淺的狐妖葛葉，故有半妖的血統。京都決戰時，動用神器雲外鏡之力，創造虛假的京都困住海國千軍萬馬。鬼王之宴時，因眾鬼王陷入心魔幻境而砸碎雲外鏡，並集結各方鬼王勢力淨化雲外鏡碎片。鬼王之宴後，與其式神小白一起前往冥界的三途川完成鈴鹿御前（聲：日笠阳子）的委託-調查“賽之河原”異變的原因，卻也發現三途川與彼岸花海正受到影響。
神乐（声优：钉宫理惠）
角色标签：失忆巫女、妹妹
性格：心思敏感细腻，看起来乖巧安静少女，其实内心非常有主见
「要帮助晴明，这件事是早就决定好了的。」
- 御灵：白藏主（小白）

源氏家族旁支的后代。拥有通灵的能力，性格单纯善良。
似乎没有以前的记忆，被同样失忆的晴明带回庭院。被博雅認為是五年前失踪的妹妹。遊戲第24章、第25章、第26章恢復記憶，揭示其實為多年前被源賴光選為貢獻給八歧大蛇祭品，以重創八歧大蛇之力的「祭品巫女」兼博雅之妹的意識和八歧大蛇靈魂碎片融合的成體。鬼王之宴後，隨兄長源博雅來到嚴島淨化雲外鏡碎片，並喚醒嚴島女神緊那羅（聲：南条爱乃）。
源 博雅（声优：铃木达央（青年）、皆川纯子（少年））
角色标签：贵族、擅长音律
性格：豪爽、不拘小节，某些时候会表现出与外表不符的敏锐
「手指上磨出的茧，就是实力的证明！」
- 御灵：黑豹

平安时代的贵族。身兼皇室後裔和武士的身份。擅用大弓。擅於吹笛。
性格孤傲爽直、桀骜不驯，喜欢挑战强者。神樂的哥哥。一直為之前無力拯救神樂而内疚，因此再次遇到神樂後便留在晴明一行人身邊，常常光顾庭院。鬼王之宴後，隨藤原道綱來到嚴島淨化雲外鏡碎片，並喚醒嚴島女神緊那羅。
和大天狗（聲：前野智昭）為對手兼友人，同時是晴明的前任式神白狼（聲：桑島法子）的救命恩人暨弓道導師。
八百比丘尼（声优：泽城美雪）
角色标签：不老不死、占卜师
性格：温柔稳重的大姐姐
「生命不断巡游、回转，永不灭亡！」
- 御灵：孔雀

误食人鱼肉后变成不老不死的神秘女巫师，擅长占卜。
占卜到晴明是可以帮助自己解除诅咒的人，于是便在凤凰林裡等待晴明，之后一直跟随着晴明。實際上暗中與黑晴明有來往，並利用他。假意歸順八歧大蛇，為晴明等人找出擊敗八歧大蛇的方法。鬼王之宴後，隨鈴鹿御前來到永生之海，一方面淨化雲外鏡碎片，另一方面解除自身不死的詛咒，之後才揭發八百比丘尼與人鱼族女王的約定，並成功擊敗人魚族國王，拯救永生之海。
白藏主（小白）（声优：大谷育江）
角色标签：小白、忠犬、梦山之主、千年白狐 性格：忠诚无比，誓要守护晴明和他的一切，内心害怕孤独，不喜欢沉闷的气氛。  「我不会让任何人伤害晴明大人。」
狐狸式神。本是夢山之主，後被源氏囚禁，之後成為晴明的随身式神，神乐的御灵，对晴明很忠心。
被博雅说成是小狗，对此小白一开始极力辩驳，后来也逐渐无奈接受。(小白不是狗是狐狸！)小白有两条尾巴。

### 其他
黑晴明（聲優：杉山纪彰）
是大阴阳师晴明通过阴阳分禁术分离出的阴暗面，是暗中在京都引起骚乱的元凶。被八百比丘尼利用。鬼王之宴後，隨玉藻前與緣結神來到鬼域，淨化雲外鏡碎片，並密謀將成立一個神秘組織。
源賴光  聲優：森川智之
- 御灵：鬼兵部

源氏家族的天才陰陽師，多年前為了令源氏一族復甦，並且擺脫家族向八岐大蛇不斷獻祭巫女的命運，試圖獻祭神樂以她的靈力給予邪神重創，被當時的晴明阻止，但亦迫使原本完整的晴明施展陰陽分離之術。鬼王之宴後，與鬼切來到鬼域，淨化雲外鏡碎片，順便尋找通往天人領地善見城的入口，並著手調查天人之王帝釋天與八岐大蛇的計劃，隨後參與了阿修羅進攻善見城一役。
芦屋道满
晴明一生之敌的阴阳师，为了改变自己输给晴明的事实，前往日轮之城尋找時曲之力。
藤原道綱： 聲優：山口勝平
藤原氏家族的天才陰陽師，年幼時被其父親棄於嚴島並與母親共同生活，其母親死後成為藤原氏家族的陰陽師，曾與晴明一行人來到日輪之城尋找神器雲外鏡。鬼王之宴後，引誘源博雅來到嚴島，並喚醒嚴島女神緊那羅。

### 式神
按照稀有度来区分，分别有SP、SSR、SR、R、N五级。其依能力值可分成下列幾類。(但大多隊伍定位須依其御魂配置做為主體)
治療型式神
- 經典代表有：花鳥卷、日和坊、桃花妖、惠比壽、櫻花妖、螢草、緣結神、繪世花鳥卷。

控制型式神
- 經典代表有：鳳凰火、雪女、閻魔、般若、食夢貘、閻魔、御怨般若、大嶽丸、孟婆、紙舞、星熊童子、蟬冰雪女(三技能)、帝釋天(二技能)、夜刀神、大夜摩天閻魔、修羅鬼童丸、言靈。

輔助型式神
- 經典代表有：天井下、白藏主、雲外鏡（陽狀態)、兵俑、蟲師、面靈氣、薰、緣結神、輝夜姬、椒圖、鐮鼬、山兔、追月神、稻荷神御饌津、御饌津（也算輸出）、鬼王酒吞童子（也可輸出）、化鯨、蟬冰雪女(二技能)、不知火（離影狀能下是輸出）、千姬、帝釋天、空相面靈氣（白狀態)、因幡輝夜姬、不見岳、禪心雲外鏡、月讀、流光追月神、貓川(可兼輸出）。

輸出型式神
- 經典代表有：茨木童子、酒吞童子、鬼切、大天狗、妖刀姬、雲外鏡(陰狀態)、化鯨、犬夜叉、殺生丸、玉藻前、面靈氣、荒、煉獄茨木童子、燼天玉藻前、赤影妖刀姬、山風、鬼童丸、姑獲鳥、萬年竹、蟹姬、久次良、八岐大蛇、風狸、蠍女、缚骨清姬、待宵姑獲鳥、麓銘大嶽丸、瀧夜叉姬、鈴鹿御前、緊那羅(也可作輔助)、夜溟彼岸花、阿修羅、空相面靈氣（黑光狀態)、鈴彥姬、神墮八岐大蛇、心狩鬼女紅葉、須佐之男、神啟荒、尋香行、季、孔雀明王。

### 動畫《陰陽師-平安物語》登場的遊戲式神
達摩
擁有自我意識，會自行移動的付喪神。動畫版晴明、源博雅、神樂為了觀察達摩的日常而向彼此打賭。
二口女    配音：新谷真弓
外形似普通少女，但頭部後方長有大嘴，頭髮以下為灰色手臂的妖怪。因為頭部的大嘴會無法自控的吃掉身旁的生物和食物，遭其他式神們排擠。
狸貓   配音：保志總一朗
喜愛喝酒和交際，偶爾會變成人類酒販賣酒的狸貓。遊戲劇情番外篇「青燈怪談」裡為主要劇情式神之一，委託晴明調查受百物語影響而失蹤的人類下落。動畫版在其他式神小聚時，見及二口女而嚇得落荒而逃。
独眼小僧  配音：小林優
外型是獨眼的小僧，原本是寺廟裡住持常使用的木魚，經長年歲月而變成擁有自我意識的付喪神，同時對經常飛來寺廟裡聆聽住持敲擊木魚的蝴蝶精萌生好感。住持圓寂後始獲得變成人型的能力，遂背起住持的石像離開寺廟展開旅程。動畫版在其他式神小聚時，見及二口女而嚇得落荒而逃。
輝夜姬   配音：竹达彩奈
誕生於竹節之中的少女，因為相貌清麗和個性溫和受他人喜愛。積極尋覓常在竹林裡吹笛的神秘恩人（萬年竹）。遊戲劇情番外篇「春櫻之宴」裡為主要劇情式神之一。
動畫版在真正見面後，告訴其他女性式神自己未能及時表達感謝的實情，反被金魚姬打斷並藉機舉辦女子魅力比賽，最終因為經歷其他式神們舉辦女子魅力比賽的事件，再度聽聞萬年竹的笛聲而拜別眾人離去。
萬年竹      配音：立花慎之介
隱居竹林裡，擅於吹奏笛子的竹妖，化為人形時則是位容貌清俊的綠衣青年，輝夜姬積極尋覓的對象。動畫版在女性式神們舉辦女子魅力比賽後，以笛聲作為通知輝夜姬的暗號；其後在動畫版第8集曾因應輝夜姬的請求，為其演奏一整夜的曲子。
螢草        配音：諏訪彩花
外型是手持蒲公英的少女，其實是擁有治癒能力和與柔弱外型不符的力量的草精，崇拜白狼。動畫版在式神們進行的女子魅力比賽裡，為了防身而意外擊敗食髮鬼。
白狼         配音：桑島法子
擁有半人半狼外貌，精於弓道的女性式神，晴明的前任式神，忠於晴明。曾經被源博雅解救並在後者指導下學習弓道。動畫版在式神們進行的女子魅力比賽裡，主動向源博雅提出比試弓道的請求。
金魚姬       配音：內田真禮
外型是名小女孩，棲息荒川且夢想征服世界的水棲妖怪。和荒川之主不合。為輝夜姬的友人。遊戲劇情番外篇「春櫻之宴」裡為主要劇情式神之一。
動畫版在式神們進行的女子魅力比賽裡，為證實自己的魅力而對荒川之主提出挑戰，被荒川之主無視其存在而輸掉魅力比賽。
桃花妖    配音：水樹奈奈
生長多年的桃花樹所變成的女性妖怪，遊戲版劇情裡和櫻花樹轉化而成的櫻花妖（聲：能登麻美子）為多年摯友。委託晴明等人協助處理桃花林裡的妖氣和解開櫻花妖的心結。
動畫版和其他女性式神們建議輝夜姬發揮魅力吸引男性注意力的方法。
食髮鬼        配音：間宮康弘
有著黑色長髮，崇尚美麗的男性妖怪，一旦對指定對象露出敵意時，則會顯現其可怕的真面目。和煙煙羅（配音：甲斐田裕子）為姊弟關係，有戀姊情節。動畫版在式神們進行的女子魅力比賽裡試圖襲擊螢草，結果反被驚慌的螢草一陣毆打而倒地。其後在動畫第10集因為當著博雅和鬼使黑炫耀其姊的疼愛之情，遭前兩者修理一頓。
荒川之主    配音：子安武人
統領荒川的水棲妖怪，遊戲版劇情裡欽佩於黑晴明的實力，引來河水幫助黑晴明破壞封印，但在和晴明交手後亦對後者產生興趣，有意觀看事態的發展，與大嶽丸是摯友。動畫版在式神們進行的女子魅力比賽裡，面對金魚姬提出的挑戰不為所動，無視其存在便先行離去。
青蛙瓷器 配音：吉野裕行
腳底踩著長足瓷器，個性好賭的青蛙妖怪，單戀雨女。動畫版偶遇為自己無法坦白對鯉魚精的感情而苦惱的河童，提議各自代表對方傳達心意給心儀的對象。事後和河童體認唯有親自向心儀對象表達心意，才能體認其中感受。
河童   配音：保志總一朗
棲息於河川裡的年輕河童，個性溫和羞怯，單戀鯉魚精。動畫版偶遇同樣為單戀所苦的青蛙瓷器，同意交替為彼此轉達心聲給各自心儀的對象，向雨女轉達青蛙瓷器對她的心聲。
雨女   配音：加隈亞衣
因為思念出海遇難的丈夫，經過等候丈夫的漫長歲月而變成妖怪的寡女。擁有降雨和淨化的能力。但由於長年悲傷常存心裡，導致所在之處亦會隨之落雨。動畫版聽見河童代轉達青蛙瓷器的心意後，以「雖然感謝關心她的那個對象，但只要心裡依舊下雨，便無法容入其他人」為由，間接婉拒青蛙瓷器透過河童轉達的告白。
鯉魚精  配音：悠木碧
擁有人魚少女般外型的鯉魚妖精，個性天真活潑，容易受騙上當，對河童的單戀毫無知覺。動畫版聽見青蛙瓷器代為轉達河童的心意，對於河童有話不向她直言和容易見及她而害羞的舉動不解，並稱自己有時也想聽見河童親自表達對她的好感。
姑獲鳥 配音：行成桃姬
疼愛孩童的雌性鳥妖，會主動現身照顧無人照料的嬰孩，使用武器為一把傘劍。動畫版在森林裡和白狼、大天狗短暫切磋。
大天狗 配音：前野智昭
隱居於山林裡的大天狗，取下面具時為面容俊秀的青年，擅於吹笛。原本是源博雅的戰友，因為欽佩黑晴明的力量而效忠後者，但有時仍會出面提供源博雅必要的協助。動畫版在森林裡和白狼、姑獲鳥短暫切磋。
酒吞童子 配音：阪口周平
大江山的鬼王，被視為立於鬼族頂點的大妖怪，過去因為冷酷無情的作風受妖怪們敬畏，現時經常藉酒消愁。遊戲版劇情裡單戀鬼女紅葉（配音：桑島法子）。動畫版為螢草詢問如何變強的秘訣的對象，為茨木童子的過度崇拜行為感到困擾。
茨木童子 配音：福山潤
遊戲中被鬼切（配音：鳥海浩輔）斬去右臂的妖怪，極端崇拜酒吞童子並視其為摯友。
山兔 配音：豐崎愛生
經常騎乘魔蛙出沒的兔妖，動畫版因為頭部擦傷，被螢草發現並接受後者治療。
惠比壽 配音：茶風林
能夠賜與人類財富的神明，坐騎為一條魚，被金魚姬稱為「金魚爺爺」。
鐮鼬 配音：間宫康弘
穿戴斗篷偽裝成人類，伺機襲擊指定對象的鐮鼬三兄弟，經常因為意見不合而互相爭吵。
妖琴師  配音：島崎信長
擅於利用音律作戰的獨角琴師，忌諱演奏時被任何人干擾中斷演出。動畫版劇情裡原本對因應他人請求而演奏樂器的行為不以為然，但在因應山兔與兔丸的請求演奏一曲後改變想法。
兔丸 配音：代永翼
外型是兔耳少年，個性溫和的兔妖。動畫版和山兔偶聞妖琴師的演奏琴聲，兩者遂懇求妖琴師再奏一曲。
鬼使黑 配音：中井和哉
負責拘捕和引導亡靈的鬼使，鬼使白的兄長。生前和弟弟飽受雙親虐待，死後遇見變成鬼使並喪失記憶的弟弟，以持續擔任鬼使直至繼任者出現才能超生的代價，獲得變成鬼使白的弟弟同意，實踐向母親復仇的計畫，堅持不肯消除生前的記憶。動畫版為了弟弟不記得自己一事，向博雅訴苦。
鬼使白 配音：鈴村健一
負責拘捕和引導亡靈的鬼使，鬼使黑的弟弟。生前和兄長飽受雙親虐待，死後以消除記憶和持續擔任鬼使直至繼任者出現才能超生的代價，獲得時任鬼使同意正式向父親復仇，後來再遇見鬼使黑時，已認不得後者。動畫版僅短暫出現於鬼使黑的回想格。
蝴蝶精 配音：悠木碧
經常現身夢境指引夢境迷途者，喜歡敲擊鈴鼓的蝴蝶精。過去偶然間被某位寺廟住持敲擊木魚的聲音所吸引，從此經常前往寺廟聆聽住持誦經敲擊木魚（與此同時被當時還是木魚型態的獨眼小僧末暗地關注），直至住持圓寂為止。動畫版第11集說明其還是蝴蝶的時候，偶然間掉進河裡時被年輕時的住持所救，以此契機開始聆聽寺廟住持敲擊木魚，直至住持圓寂才離開寺廟。

## 相关事件

### 开服麒麟事件
这是一个在开服时就存在的bug：由于退寮后再次入寮没有时间限制，导致玩家可以无限换寮打麒麟拿奖励。虽然有一些玩家找官方反馈问题，但是他们一个多月都没有得到回复和解决方案。因为客服当时曾经告诉玩家可以换寮，而玩家也保存了客服回复的截图，所以不少人认为这并不算作利用bug。直到一个半月之后，官方才推出了有4小时CD限制的退寮制度，并对那些利用该bug来获取奖励的玩家进行了惩罚。这导致了一些误封的情况发生，一些没有使用bug的玩家被扣除了上千勾玉，而一些使用了bug的玩家却没有受到处罚，且官方对被误封的玩家基本没有任何表示。

### 玩家利用游戏BUG获取道具
2017年1月3日左右，有玩家爆出自己利用副本業原火的BUG，刷出了几千个6星御魂（游戏中高等级配置）。1月4日，网易称已经及时修正BUG，并且会对这些利用BUG的账号采取回收道具、封禁账号的处理方式。在玩家删除游戏申请退款时，网易关闭IOS的退款渠道的方式，引发玩家的不满。

### 烟烟罗夜叉抄袭事件
2017年1月，新卡烟烟罗觉醒前立绘被指描图《少女前线》角色KAR98，夜叉觉醒前立绘被认为涉嫌描图pixiv日本画师作品。事后外包画手道歉，《阴阳师》官方发布声明称存在“过度借鉴”、并修改觉醒前立绘。

### 台灣下架並重新上架
2017年3月25日，民主進步黨立法委員鄭運鵬指出，目前手遊平台上營收排名前5的當紅遊戲《陰陽師》，根本還沒有獲得經濟部工業局的審核通過，是『不得上市』的遊戲」；經濟部工業局指出，基於資訊安全未通過、在台灣沒有伺服器、遊戲分級機制、在台灣沒有代理商等問題，該局尚未讓《陰陽師》通過審核、上市，但《陰陽師》強制下架需要國家通訊傳播委員會與手遊平台營運商接洽。同年4月1日，《陰陽師》台灣營運商曼巴互娛在官網公告暫時在雙平台下架。同年5月18日，陰陽師營運團隊宣布《陰陽師Onmyoji》雙平台在台灣再次上架。

### 黄嘉伟大天狗皮肤事件
2017年4月，《阴阳师》策划官博放出大天狗皮肤3D建模图，遭到大量玩家不满，随后美术组表示会重造。部分玩家因此指责原画师黄嘉伟。同年5月，黄嘉伟与《阴阳师》主美戴琪峰产生矛盾，主美公开私聊记录。之后黄嘉伟不再向《阴阳师》供稿、转而接稿《王者荣耀》，戴也主动辞职，事后黄嘉微博上说私下已与项目组达成和解。来年5月23日，黄嘉伟主动爆料出轨前GNZ48成员杜雨微，此事一度成为微博热搜事件，甚至引起内地娱乐圈演员佟丽娅父亲佟吉生的关注。不久后的5月27日，主美在微博发文称当初并非引咎辞职。

### 玩家藍票補償事件
2017年8月。玩家某夜因為錯誤的時間抽卡，而向官方投訴，被補償200張藍票。後內容被刪除。玩家用戶名因為隱私權協議這裡使用化名。活動造成負面影響：4星(最高5星）

### 奴良陸生抽卡活動改動
2017年11月。与《滑头鬼之孙》联动，奴良陸生活動，亞洲服修改抽卡出碎片為抽卡出奴良陸生，並取消未收錄。

### 山風活動漏洞積分
2017年12月。山風鬼王活動，亞洲服玩家利用漏洞反復關閉遊戲，來獲取大量積分。而後亞洲服官方已修正，並將不良獲取之積分回收。

### 面靈氣加成活動
2018年6月。亞洲服單方面取消面靈氣抽卡20%加成。

### 升級御魂丟失
2018年6月。亞洲服升級，導致玩家部分御魂丟失。後補償5張藍票，並做手動丟失御魂重置。

### 過場插圖拼貼
就在FF30.5開拓復活祭舉辦前幾天，插畫家Stellarism被爆出《陰陽師》過場插圖疑似为拼貼而成。有兩岸網友比對插圖發現抄襲《鬥陣特攻》，並比對Stellarism所有的作品發現也是拼貼而成的。

### 越南服领土主权事件
2019年10月16日。有玩家发现在“月之羽姬”活动期间，发现地图上涉及南海方面采用了“九段线”的画法，而在南海问题上越南方面一直不承认中国的南沙群岛主权，要求修改地图。随后网易在当天关闭越南服务器，这是继泰服4月3日停止运营后剩下的最后一个东南亚服务器。

## 相關
- 陰陽道
- 陰陽寮
- 今昔物语集，日本平安時代末期的民間故事集。
- 畫圖百鬼夜行，日本畫家鳥山石燕的一作系列作品。
- 陰陽師 (小說)，日本作家夢枕獏撰寫的小說系列。
- 百鬼夜行系列，日本作家京極夏彥撰寫的小說系列。